# Armand von Ardenne
Armand Léon baron von Ardenne (né le 26 août 1848 à Leipzig et mort le 20 mai 1919 à Groß-Lichterfelde) est un lieutenant général prussien et historien militaire. Il écrit sous le pseudonyme de « Bernays ». Ardenne est l'archétype du personnage fictif « baron Geert von Innstetten » dans Effi Briest de Fontane.

## Origine
Ses parents sont le consul général royal de Belgique pour le royaume de Saxe, Louis baron d'Ardenne (1811-1889) et son épouse Wilhelmine, née Brockhaus (1817-1897), fille de Friedrich Arnold Brockhaus, fondateur de la maison d'édition de Leipzig F. A. Brockhaus, et sa seconde épouse Jeanette von Zschock (de).

## Biographie
Ardenne est considérée comme ayant un talent musical (piano) et étudie à l'école humaniste Saint-Thomas de Leipzig jusqu'en 1866. Intéressé par les questions militaires, il participe à la guerre contre l'Autriche en 1866. Lors de la guerre contre la France en 1870, il est blessé par balle et reçoit la croix de fer de 2e classe. De 1871 à 1875, il étudie à l'Académie de guerre de Berlin. Le 9 octobre 1873, il reçoit l'autorisation d'utiliser le titre de baron par le plus haut ordre du cabinet. Ardenne sert comme officier de cavalerie de 1866 à 1875 au sein du 3e régiment de hussards à Rathenow. À partir de 1875, Ardenne travaille comme capitaine au grand état-major.
En 1877, la famille avec les enfants Margot et Egmont s'installe à Düsseldorf et en 1879 il est nommé adjudant de la 30e brigade de cavalerie à Metz et en 1881 il est nommé capitaine et commandant d'escadron du 11e régiment de hussards (de) à Benrath. Là, il vit dans l'aile Est du château. À partir du 1er octobre 1884, Ardenne travaille comme adjudant du ministre de la Guerre Paul Bronsart von Schellendorff et consultant au ministère de la Guerre à Berlin. En novembre 1886, il découvre que sa femme Elisabeth a une liaison avec le juge de district Emil Hartwich (de), qui l'a d'abord peinte et avec qui elle a ensuite correspondu. Il le défie dans un duel au pistolet et lui tire dessus dans le Hasenheide, près de Berlin. Après son arrestation et sa pénitence de dix-huit jours dans la forteresse de la citadelle de Magdebourg, il est libéré grâce à la grâce de l'empereur Guillaume Ier
En mars de la même année, il divorce de sa femme et conserve la garde de leurs enfants. Il lui verse une indemnité de départ de 32 000 Reichsmarks. En 1888, il se marie avec la soubrette Julie Peters. L'«Affaire Ardenne» est reprise par Theodor Fontane dans son roman Effi Briest.
Tout en conservant son poste d'aide de camp du ministre de la Guerre, Ardenne est promu major le 17 juin 1887. Avec sa nomination comme officier d'état-major régulier au 24e régiment de dragons du Corps (de) le 18 janvier 1891, est promu lieutenant-colonel fin mars 1893 et commande le régiment du 18 avril 1893 au 16 avril 1897. Promu colonel à ce poste fin mars 1896, le grand-duc Ernest-Louis lui décerne la croix de commandeur de 2e classe de l'ordre de Philippe. Le 16 avril 1897, Ardenne est nommé commandant de la 9e brigade de cavalerie à Glogau avec le poste à la suite de son régiment et promu général de division à la mi-avril 1899. Le 30 mai 1901, Ardenne est chargé de s'occuper des affaires comme inspecteur de la 3e inspection de cavalerie à Münster. En même temps, il doit assumer le commandement de la 13e division d'infanterie en tant qu'adjoint jusqu'au 13 novembre 1901. Le 3 avril 1902, il est promu lieutenant général et à ce titre Ardenne commande le 7e division d'infanterie à Magdebourg du 1er avril 1902 au 14 avril 1904. Après cette période, Ardenne reçoit sa pension statutaire sur approbation de sa démission. À l'occasion de ses adieux, il reçoit l'ordre de la Couronne de 1re classe.
Ardenne est chargé en 1906 par l'empereur Guillaume II de préparer une expertise sur le recul des canons. Contrairement à Guillaume II, qui préfère la société Krupp, Ardenne juge plus adapté l'appareil créé par Heinrich Ehrhardt de la Rheinische Metallwarenfabrik. Durant la Première Guerre mondiale, Ardenne est réaffecté comme officier zD à l'état-major adjoint et reçoit en septembre 1917 l'ordre de l'Aigle rouge de 2e classe avec des feuilles de chêne et étoile. Il travaillé notamment en tant que commentateur du Berliner Tageblatt et co-auteur du grand ouvrage de commande Der Krieg 1914/19. Il écrit également de nombreux écrits sur l'histoire militaire (notamment avec Hans F. Helmolt (de), Wilhelm von Voss, Gustav Adolf Erdmann et Rudolf von Caemmerer (de)) et enseigne à l'Académie de guerre.
Ardenne est notamment ami avec l'industriel Friedrich Alfred Krupp et le peintre Max Liebermann. Il est le grand-père du physicien Manfred von Ardenne et du premier lieutenant Ekkehard von Ardenne, décédé en 1941 et est le supérieur militaire du futur président fédéral Richard von Weizsäcker dans le 9e régiment d'infanterie de Potsdam. Il trouve sa dernière demeure à Berlin, au cimetière du parc de Lichterfelde (de)

## Famille
Le 1er janvier 1873, à Zerben, il se marie avec Elisabeth Edle et baronne von Plotho, fille du seigneur Felix Edler et baron von Plotho. Le mariage se termine par un divorce en 1887. Le couple a deux enfants:
- Margot (1873–1938) mariée en 1897 avec Eduard Langsdorf (mort en 1925), banquier
- Egmont (1877-1947), lieutenant-colonel prussien au grand état-major et conseiller du gouvernement marié avec Adela Mutzenbecher (de) (1885-1978), parents de Manfred von Ardenne

Après le divorce, il se marie Julia Peters (1860-1919), divorcée Drimborn, le 4 mai 1888. Le mariage donne naissance à leur fille Ellen (1894-1945), qui épouse Dietrich von Tiedemann (de) (1881-1964).

## Honneurs
- Chevalier de 1re classe de l'ordre bavarois du Mérite militaire[13]
- Chevalier de 1re classe de l'ordre d'Albert[13]
- Commandant de 2e classe de l'ordre de la Maison ernestine de Saxe[13]
- Croix de chevalier de l'ordre de la Couronne de Wurtemberg avec lions[13]
- Chevalier de l'ordre de Léopold[13]
- Officier de l'ordre du Soleil levant[13]
- Officier de l'ordre des Saints-Maurice-et-Lazare[13]
- Grand-Croix de l'ordre de la Couronne d'Italie[13]
- Chevalier de l'ordre de la Couronne de chêne[13]
- Chevalier ce 3e classe de l'ordre de la Couronne de fer[13]
- Commandeur de l'ordre de François-Joseph[13]
- Officier de l'ordre de la Couronne de Roumanie[13]
- Ordre de Sainte-Anne de 2e classe[13]
- Ordre de Saint-Stanislas de 2e classe[13]
- Ordre du Mérite militaire espagnol de 1re classe[13]

## Publications (sélection)
- Geschichte des Zieten’schen Husaren-Regiments. Berlin 1874.
- Bergische Lanziers, Westfälische Husaren Nr. 11. Berlin 1877 (Digitalisat).
- Unsere Maschinengewerbe, ihre Entwicklung und Verordnung. Leipzig 1915.
- Unser Train. Seine Bedeutung und seine Aufgaben. Leipzig 1915.
- Der deutsch-französische Krieg 1870/71. Berlin 1916.
- Kämpfe nach der Winterschlacht an den masurischen Seen. Deutsche Armeen in Westgalizien und den Karpathen. Berlin 1916.
- Die deutsche Ostfront 1917 bis zum Angriff auf Riga. Berlin 1919.
- Die Kämpfe im Westen. Die Winterschlacht in der Champagne. Die französisch-englische Sommer-Offensive 1915. Berlin 1919.
- Das Heer und die Offiziere. Berlin 1919.
- Der Krieg 1914/19 in Wort und Bild. 3 Volumes, Mitautor, Deutsches Verlagshaus Bong & Co., Berlin, Leipzig, Vienne 1919[14].